# Csáfordi-patak
A Csáfordi-patak Zalaszentgrót Csáford városrészének belterületén ered, és folyása nagy részén is a lakott területen, a település legfőbb útjával nagyjából párhuzamosan halad. A 7352 számú összekötő utat már az iránya szerinti utolsó ház elhagyása után szeli át, s onnan keleti irányba tartva kicsit több mint 700 méter után, a Zala torkolatától 46,1 folyamkilométerre, a Zala kisszentgróti hídjától nagyjából fél kilométerrel északra, jobbról éri el a folyót.
A Csáfordi-patak vízgyűjtő területe a Nyugat-dunántúli Vízügyi Igazgatóság (NYUDUVIZIG) működési területéhez tartozik.

## Part menti települések
- Zalaszentgrót-Csáford